# Турнеельвен (міст)
65°50′40″ пн. ш. 24°09′26″ сх. д. / 65.844444444444° пн. ш. 24.157222222222° сх. д.
Міст Турнеельвен — автомобільний міст через річку Турнеельвен у фінському місті Торніо.

## Історія
Після трагедії 1962 року на мосту Ханнула виникла потреба у будівництві моста-дублера 
. 
Крім того, згодом значно зріс автомобільний трафік між Швецією та Фінляндією.
Будівництво мосту було завершено в 1976 — 1979 роках, всього за кілька сотень метрів нижче старого мосту Ханнула. 
Одночасно було збудовано нову митну зону і було перебудовано дорогу між Фінляндією та Швецією для сполучення нового мосту з вулично-дорожньою мережею міст Торніо та Гапаранда 
.
Введення в експлуатацію нового мосту дозволило перенести інтенсивні міжнародні транзитні перевезення на міст Турнеельвен, що знизило навантаження на міст 1939 року
.

## Характеристика
Міст був спроектований інженерною фірмою Pontek Ky. 
Це сталевий залізобетонний міст, нерозвідний. 
Сталь, що використовується в балках, є напруженою. 
300-метровий міст складається з п'яти прольотів, середні три прольоти над річкою мають довжину 64 метри, а берегові прольоти — 54 метри. 
Рух мостом здійснюється по 4-м смугам (по дві в кожну сторону).